# آلفا سمدو
آلفا سمدو (انگلیسی: Alfa Semedo؛ زادهٔ ۳۰ اوت ۱۹۹۷) بازیکن فوتبال اهل گینه بیسائو است که در پست هافبک برای باشگاه الطائی عربستان سعودی بازی می‌کند.
وی همچنین در تیم ملی فوتبال گینه بیسائو بازی کرده‌است.